# Aharon Appelfeld
Aharon Appelfeld (în ebraică אהרון אפלפלד, nume la naștere Erwin (Aharon) Appelfeld; n. 16 februarie 1932, Jadova, România – d. 4 ianuarie 2018, Petah Tikva, Israel) a fost un scriitor israelian originar din Bucovina. Aharon Appelfeld a fost un supraviețuitor al Holocaustului din Bucovina și Transnistria (1941-1944). A câștigat premii literare prestigioase în Israel, Franța și Germania. A fost profesor de literatură ebraică la Universitatea Ben-Gurion din Beer Șeva.

## Biografie

### Copilăria în Bucovina
Erwin (Aharon) Appelfeld s-a născut în 1932 într-o familie de evrei în comuna Jadova (Stara Jadova) din Județul Storojineț din Bucovina de nord, pe atunci parte a Regatului României, în zilele noastre în Ucraina. El a fost copil unic al părinților săi, industriașul Michael Appelfeld, și soția sa, Bonya (Batya) născută Sternberg. Limba vorbită în casa părintească era germana, care devenise limba unei bune părți din evreii bucovineni din vremea stăpânirii austriece. Familia Appelfeld era o familie de evrei laici, care nu mai observa prescripțiile religioase. Însă, în casa bunicilor materni, din munți, într-o comunitate de hasidim adepți ai țadicului din Sadagura, Appelfeld a cunoscut limba idiș și tradiția religioasă și l-a însoțit pe bunicul său la sinagogă.

În anul 1938, după cum și-a amintit ulterior scriitorul, s-au ivit semne de neliniște în familie. În centrul Europei regimul lui Hitler a instituit legi rasiste si o prigoană tot mai crâncenă contra evreilor. Legi similare au fost adoptate și în alte țări, precum Italia. În România guvernul Goga-Cuza a retras cetățenia multor evrei și a interzis publicațiile în limbile idiș și ebraică, propaganda antievreiască a câștigat teren în rândurile vecinilor români și germani. 
„Anul 1938 a fost un an rău. Se auzeau zvonuri pretutindeni și era limpede:suntem încolțiți. Tata a încercat, în zadar, să obțină o viză de intrare în America, a trimis telegrame rudelor și prietenilor din Uruguay și Chile. Nimic nu mai mergea ca lumea. Oameni care până deunăzi erau familiari ai casei, parteneri de afaceri în care aveai încredere, prieteni din copilărie, s-au înstrăinat sau au devenit dușmănoși”—după originalul ebraic - Sipur haim - Povestea unei vieți, Editura Keter, 1999 p. 32)

### Copilăria în anii Holocaustului
În anii 1940, la sfârșitul domniei regelui Carol al II-lea au intrat în vigoare legile rasiste și în România. 
După ocuparea Bucovinei de nord de către Uniunea Sovietică, Appelfeld a început să învețe la școala elementară sovietică. În iunie 1941 Germania, aliată cu România, a atacat Uniunea Sovietică. Teritoriul nordic al Bucovinei a fost eliberat de Armata Română în iulie 1941, iar regimul Antonescu a instituit aici, după modelul nazist, un regim de teroare și masacre contra evreilor, vizând „epurarea” de evrei a teritoriului.
Appelfeld, care avea atunci vârsta de 9 ani, a rămas orfan de mamă, după ce aceasta a pierit împușcată în apropierea casei părinților ei. Apoi a fost închis împreună cu tatăl său în ghetoul înființat pentru evrei la Cernăuți. De acolo au fost duși într-un lung marș pe jos spre lagărele și ghetourile organizate în Transnistria. Tatăl l-a purtat adesea pe umeri. Ajunși în Transnistria, Appelfeld a fost curând despărțit de tatăl său. În cele din urmă a fugit din lagăr și vreme de doi ani a peregrinat prin păduri, fiind in cele din urmă adoptat de o bandă de hoți și prostituate ucraineni. O vreme a găsit adăpost în casa unei femei ucrainiene. Despre acea perioadă din viața sa scriitorul a remarcat ulterior:
„În vreme ce băteam drumurile câmpiilor și pădurilor am învățat să aleg mai degrabă calea codrului decât cea a ogorului deschis, grajdurile decât casele, apropierea ologilor decât cea a celor zdraveni, societatea celor proscriși decât cea a așa numiților oameni așezați. Uneori realitatea îmi arăta că greșesc, dar în cea mai mare partea a cazurilor bănuielile mi s-au adeverit. Pe parcursul timpului, am învățat că lucrurile și animalele îmi erau prieteni de nădejde. În pădure eram înconjurat de copaci, de tufe, păsări și mici animale. Nu mi-era teamă de ele. Eram sigur ca nu-mi vor face rău. Mai târziu am cunoscut vacile și caii și aceștia mi-au dat căldura pe care o simt cu mine până în ziua de astăzi. Uneori îmi pare că nu ființe omenești m-au salvat, ci animalele pe care le-am întâlnit”——după originalul ebraic - Sipur haim - Povestea unei vieți, Editura Keter, 1999 p.94) 

### Anii de tinerețe în Israel
Odată cu revenirea în regiune a armatei sovietice, Appelfeld s-a alăturat unei unități militare, lucrând în bucătărie și ca curier. Cu ostașii sovietici a ajuns în România și apoi, în Bulgaria.După terminarea războiului, din Bulgaria Appelfeld a pribegit împreună cu alți copii în Iugoslavia, și de acolo, a ajuns in Italia. În Italia au fost adăpostiți într-o mânăstire. A intrat in curând în ingrijirea organizației sioniste Aliyat Hanoar (Emigrația Tineretului) și la 14 ani, în anul 1946, a emigrat în Palestina. Acolo l-a regăsit ,ulterior, pe tatăl său, cu ajutorul unei liste a Agenției Evreiești.
În anii 1946-1948 Appelfeld a fost înscris la școala agricolă din Ein Kerem, la Ierusalim, apoi la școala agricolă din Nahalal. Între anii 1950-1952 a servit în armată. După lăsarea la vatră, a început studii de literatura ebraică și idiș la Universitatea Ebraică din Ierusalim, pe care le-a încheiat cu diploma de licență și apoi cea de master.
„Facultatea de filozofie iudaică de la Universitatea Ebraică mi-a fost cea dintâi școală, deoarece n-am învățat niciodată nici la școala elementară, și nici la un liceu. Profesorii mei erau oameni născuți in Europa și care au venit în țară. Majoritatea erau din Europa de est, dar erau și mulți vorbitori de germană. Deodată m-am atașat de ei. Pentru că au venit în țară ca să construiască o civilizație evreiască, ca să se afirme ca evrei... Spre norocul meu, am întâlnit atunci oameni ca Scholem, ca Martin Buber, care mi-au fost profesori, și într-o anumită măsură prieteni și mentori. Ei au fost primii care au citit primele mele manuscrise.”—din interviul oferit lui Dror Mishani în ziarul ebraic „Haaretz”, 21 septembrie 2006
În anul 1957 și-a regăsit tatăl, care venise și el in Israel. L-a văzut într-o tabără de tranzit pentru noi imigranți (maabará) din Beer Tuvia, în plin cules al recoltei. Întâlnirea lor a fost așa de emoționantă, încât nu a îndrăznit niciodată să o relateze în scris:
Într-un interviu scriitorul a povestit:
„Văd o scară lângă un copac, și pe ea stătea un evreu foarte bătrân... M-am adresat lui în germană, spunând: Herr Appelfeld? El a coborât de pe scară, mă privește și nu poate să scoată un cuvânt, ochii fiindu-i cuprinși de lacrimi. Vreme de o zi întreagă nu poate să spună o vorbă, doar câte un hohot de plâns cumplit.Nu îmi spune că e tatăl meu, eu nu-i spun ca sunt fiul său. Până astăzi nu știu să fac din asta nimic. Îmi vine de îndată să plâng, e ceva ce nu pot atinge. Nu pot. Încă nu. Poate peste vreo douăzeci de ani voi putea să ating focul acesta.”—interviu oferit lui Mikhael Gluzman, „Mikan”, 2000
Appelfeld a scris versuri din tinerețe, primele fiindu-i publicate în presa literară în anii 1955-1956. În anul 1959 i-a apărut prima povestire în revista Gazit. Primul volum de povestiri, Ashan („Fum”), i-a apărut în anul 1962.

## Activitatea academică și literară

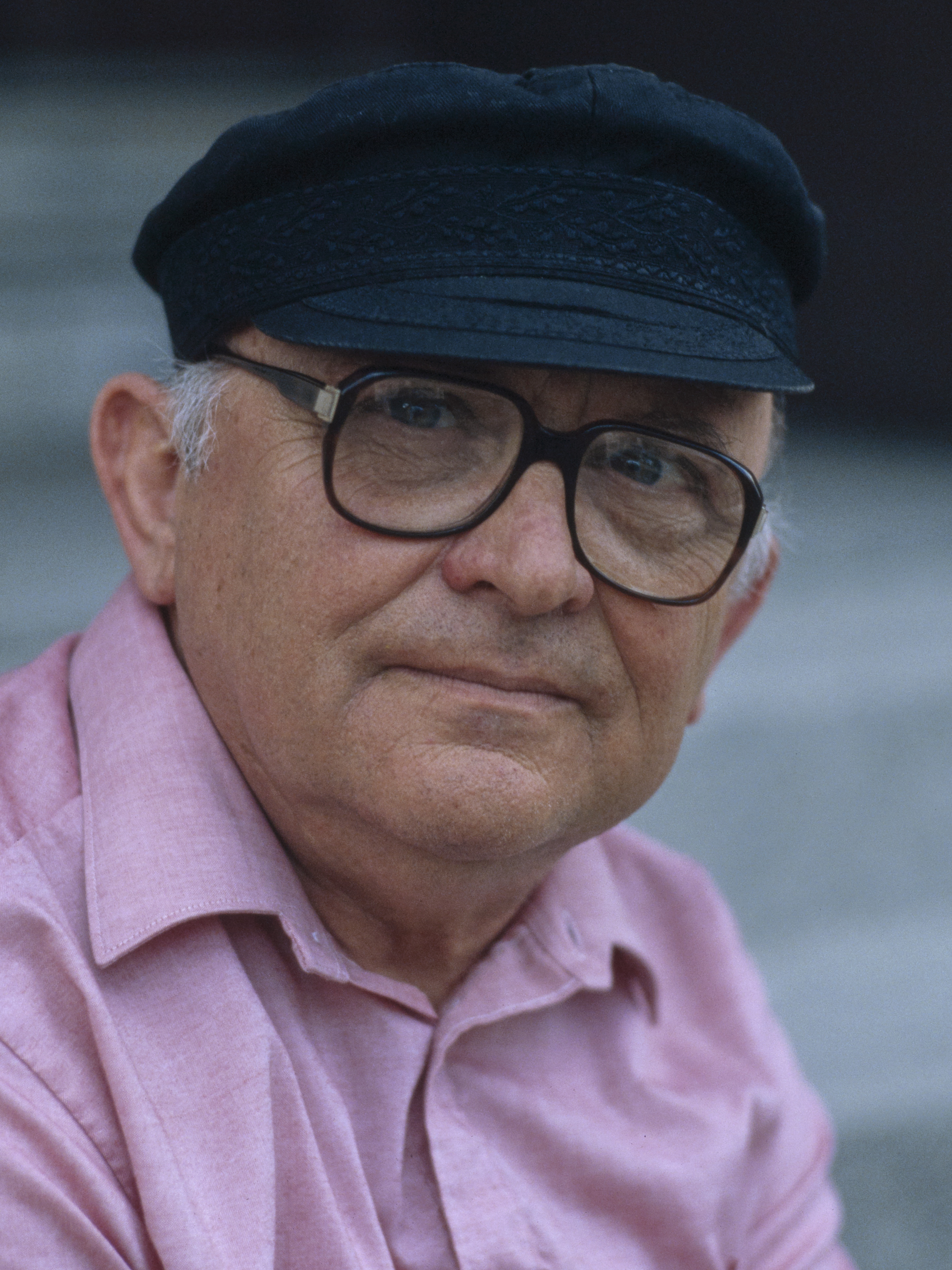
Fotografie realizată de Bernard Gotfryd în anii 1980-1990

Între anii 1979-2000 Appelfeld a fost profesor de literatură ebraică la Universitatea Ben-Gurion din Beer Șeva.
În anul 2000 a ieșit la pensie, iar în anul 2003 a predat manuscrisele și scrierile sale unei arhive speciale în cadrul Bibliotecii Aran a Universității Beer Sheva. În anul 2007 aceasta arhivă a fost transferată în Arhivele literare ale Institutului de cercetare a literaturii ebraice noi din clădirea Diller din cadrul Universității Ben-Gurion. Appelfeld a fost membru al Academiei Limbii Ebraice.
Povestirile lui Appelfeld se petrec în parte în estul Europei, și în parte în Israel, câteva - în Italia. Multe din scrierile sale reflectă trăirile sale de copil în vremea Holocaustului sau ca tânăr supraviețuitor al Holocaustului în anii de început ai Statului Israel. Deși multe din cărțile sale nu se ocupă cu evenimentele Holocaustului însuși, ci mai mult cu descrierea întâmplărilor dinaintea catastrofei, mai ales a situației evreilor europeni în ajunul Celui de-al Doilea Război Mondial și a invaziei Germaniei naziste în Uniunea Sovietică, când o parte din ei se simțeau în conflict între tradiția părintească de care sunt legați printr-o legătură indelebilă, și lumea și modul de viață al popoarelor creștine din jur, care îi atrage.
În multe din cărțile lui Appelfeld apar figuri mistice care amintesc de tzadikimii hasidismului și care servesc drept adresă întrebărilor evreului care se zbate cu gândurile, rupt între cele două lumi. Scena multora dintre povestiri este cea a Munților Carpați, în care a crescut Baal Șem Tov, întemeietorul hasidismului, și care, se pare, a servit drept sursă de inspirație pentru figurile mistice zugrăvite. În afara acestora din urmă, un loc însemnat ocupă personajele feminine ne-evreice, care întruchipează vitalitatea pură, libertatea și lumea către care încearcă evreul să ajungă, fără un succes deplin. 
Într-un interviu acordat gazetei Globes în 18 august 2008, Appelfeld a mărturisit: „Am scris 40 cărți și toate apar în aceleași saga a vieții mele. Toate cărțile mele sunt legate între ele, fiecare se ocupă de un alt aspect al vieții mele.”
Appelfeld a trăit mulți ani la Mevasseret Tzion, lângă Ierusalim, apoi la Ierusalim. A murit în iarna anului 2018 la spitalul Beilinson din Petah Tikva. A fost înhumat în cimitirul Har Hamenuhot din Ierusalim.

## Viața privată
Appelfeld a fost căsătorit cu Judith, israeliană originară din Argentina, cu care a avut trei doi fii - Meir și Itzhak; și o fiică, Batya.

## Premii și onoruri
- 1983 - Premiul Israel pentru literatură ebraică
- Premiul Aliyat Hanoar
- Premiul Brenner pentru literatură
- Premiul Milo pentru literatură
- 1967 - Premiul Ussishkin, pentru cartea sa Kfor al haaretz (Ger peste țară)
- 1997 - Membru al Academiei Americane de Arte și Științe
- 1999 - National Jewish Book Award (Premiul Național de Carte Evreiască) (S.U.A.)
- 2004 - Premiul Médicis pentru literatură străină (Franța)- pentru cartea sa Sipur Haim (Povestea unei vieți)
- 2005 - Premiul Nelly Sachs din partea orașului Dortmund din Germania
- 2008 - Premiul special Grinzana Cavour (Italia)'
- 2012 - Premiul ziarului The Independent pentru literatură străină
- 2016 - Premiul evreiesc Sidney Taylor pentru cărți (S.U.A.)
- Doctor honoris causa al Universității Ebraice din Ierusalim (2000), al Universității Ben-Gurion din Beer Șeva, al Universității Tel Aviv], al Universității Brandeis, al Universității Bar Ilan, al Seminarului rabinic din America, al Yeshiva University, al Hebrew Union College,

## Opera literară tradusă în română
- Badenheim 1939 (Univers, București, 1988; reeditată în 2007 de Editura Polirom din Iași)
- Pentru toate păcatele (Hasefer, București, 2000)
- Caterina (Univers, București, 2002)
- Povestea unei vieți (Polirom, Iași, 2009)
- Pe neașteptate, dragoste (traducere din limba ebraică și note de Any Shilon, Colecția „Biblioteca Polirom”, Editura Polirom, Iași, 2010)

## Alte opere literare
- Tor Haplaot („Vremea minunilor”)
- Tzili
- El eretz hagòme („Drumul spre țara papurei”)
- Bartfuss ben almavet („Nemuritorul Bartfuss”)